# 1614
- Wikisource

| Calendário gregoriano                                                        | 1614 MDCXIV                         |
| Ab urbe condita                                                              | 2367                                |
| Calendário arménio                                                           | 1063 – 1064                         |
| Calendário bahá'í                                                            | -230 – -229                         |
| Calendário budista                                                           | 2158                                |
| Calendário chinês                                                            | 4310 – 4311 Início a 9 de fevereiro |
| Calendário copta                                                             | 1330 – 1331                         |
| Calendário etíope                                                            | 1606 – 1607                         |
| Calendários hindus - Vikram Samvat - Calendário nacional indiano - Cáli Iuga | 1669 – 1670 1535 – 1536 4714 – 4715 |
| Calendário Holoceno                                                          | 11614                               |
| Calendário islâmico                                                          | 1023 – 1024                         |
| Calendário judaico                                                           | 5374 – 5375                         |
| Calendário persa                                                             | 992 – 993                           |
| Calendário rúnico                                                            | 1864                                |
| Calendário solar tailandês                                                   | 2157                                |

1614 (MDCXIV, na numeração romana) foi um ano comum do século XVII do actual Calendário Gregoriano, da Era de Cristo, e a sua letra dominical foi E (52 semanas), teve início a uma quarta-feira e terminou também a uma quarta-feira.
| Ano completo                        |
| ----------------------------------- |
| Ano comum com início à quarta-feira |

## Eventos
- Lançado em Kassel, Alemanha o livro Fama Fraternitatis, de conteúdo místico, que revela ao mundo a Ordem Rosacruz.
- É fundada a Universidade de Groningen, nos Países Baixos.
- 24 de Maio - Terramoto de grandes proporções causou enorme destruição na ilha Terceira, Açores, tendo praticamente arrasado a então ainda vila da Praia, facto que ficou registado na história sob a denominação de “Caída da Praia”.

## Nascimentos
- 1 de Janeiro - John Wilkins, clérigo e filósofo inglês.
- 15 de Março - Franciscus Sylvius, médico holandês e fundador da Iatroquímica (m. 1672).

## Mortes
- 15 de junho - Henry Howard, 1st Earl of Northampton, político inglês.
- 23 de Junho - Markus Welser, foi humanista, historiador, editor e burgomestre de Augsburgo (n. 1558).
- 21 de Agosto - A Condessa Elisabeth Báthory.

## Por tema
- 1614 na ciência